# 1998年香港立法會區域市政局功能界別補選
1998年香港立法會區域市政局功能界別補選是香港特別行政區成立的第2次香港立法會議席補選，於1998年10月29日舉行。

## 背景
1998年香港立法會選舉，因為部份選票出現問題，高等法院原訟法庭於1998年9月4日裁定鄧兆棠當選無效。

## 補選前期工作
選舉事務處於1998年9月11日於憲報刊登公告，並發出新聞公報，宣佈補選的提名期由9月17日至9月30日，投票日為10月29日(星期四)。

## 候選人
提名期於1998年9月30日結束，選舉主任期間共接獲三份提名表格。
| 名單編號 | 候選人 | 政治聯繫 |
| 1        | 顏錦全 | 民建聯   |
| 2        | 鄧兆棠 | 港進聯   |
| 3        | 蔣麗芸 | 無黨派   |

## 投票日
補選於1998年10月29日(星期四)舉行，投票時間為時間9:00至18:00。投票站設於沙田排頭街一至三號區域市政局大樓四樓會議室，點票站設於區域市政局大樓五樓宴會廳。

## 選舉結果
選舉的投票率為100%，全部50名登記選民均有投票。
| 名單編號 | 候選人 | 所得票數 | 得票率 |
| 1        | 顏錦全 | 0        | 0%     |
| 2        | 鄧兆棠 | 28       | 56%    |
| 3        | 蔣麗芸 | 22       | 44%    |

鄧兆棠的區域市政局功能界別議席最後失而復得，順利勝出這次的補選。鄧兆棠在選舉之後的第一次立法會會議(1998年11月4日)上，作出立法會誓言。

## 外部參考
1. ↑  .   [2010-02-22]. （原始内容存档于2017-05-10）.
2. ↑  . www.hklii.org.   [2022-05-15].
3. ↑  . 1998-09-11  [2022-05-05]. （原始内容存档于2022-07-13）.
4. ↑  . 1998-09-30  [2022-05-15]. （原始内容存档于2022-05-15）.
5. ↑  . 1998-10-16  [2022-05-15]. （原始内容存档于2022-05-15）.
6. ↑  . 1998-10-29  [2022-05-15]. （原始内容存档于2022-05-15）.
7. ↑  . 1998-10-29  [2022-05-15]. （原始内容存档于2022-05-15）.
8. ↑  . www.legco.gov.hk.   [2022-05-15]. （原始内容存档于2020-10-28）.